# Paradise (мініальбом Лани Дель Рей)
Paradise (укр. «Рай») — третій мініальбом американської співачки і авторки пісень Лани Дель Рей, випущений 9 листопада 2012 року.
Його продюсерами виступили Рік Навелс, Джастін Паркер і Рік Рубін. Альбом, що складається з дев'яти композицій був виданий як самостійне видання в цифровому форматі на CD, вінілі і як дводискове видання разом з альбомом Born to Die.
У грудні 2013 року, Дель Рей презентувала власний короткометражний фільм, знятий режисером Ентоні Мендлером, у якому пісні «Bel Air», «Gods & Monsters» та «Body Electric» стали саундтреками. Того ж місяця альбом саундтреків до фільму, що містить вищезгадані пісні, був випущений в iTunes Store. Наступного року Paradise був номінований на премію «Греммі» у номінації «Найкращий вокальний попальбом», проте перемогу одержав Бруно Марс зі своїм альбомом Unorthodox Jukebox.

## Запис та реліз
В інтерв'ю для RTVE 15 червня 2012 року Лана оголосила, що в листопаді 2012 року вона видасть другий студійний альбом, додавши, що п'ять пісень вже повністю готові.
В інтерв'ю з Тімом Блаквелом для Nova FM Дель Рей сказала, що замість повноцінного альбому в листопаді буде видано перевидання її дебютного альбому, який буде носити назву Paradise і включатиме в себе близько семи нових пісень.
Обкладинка була представлена Ланою в акаунті Twitter наприкінці вересня 2012 року, за два місяці до релізу альбому. Фотографії для обкладинки та буклету альбому були підготовлені фотографом Ніколь Нодланд, яка і раніше співпрацювала з виконавицею. Фото для обкладинки було зроблено на початку 2012 року, під час зйомок музичного відео на пісню «Blue Jeans».
У Великій Британії, Paradise був випущений 12 листопада 2012 року, а в Сполучених Штатах на день пізніше. Перевидання другого альбому виконавиці, назване, як Born to Die: The Paradise Edition, було доступне одночасно з Paradise для попереднього замовлення, в деяких країнах містивши бонус-трек «Burning Desire».

## Просування

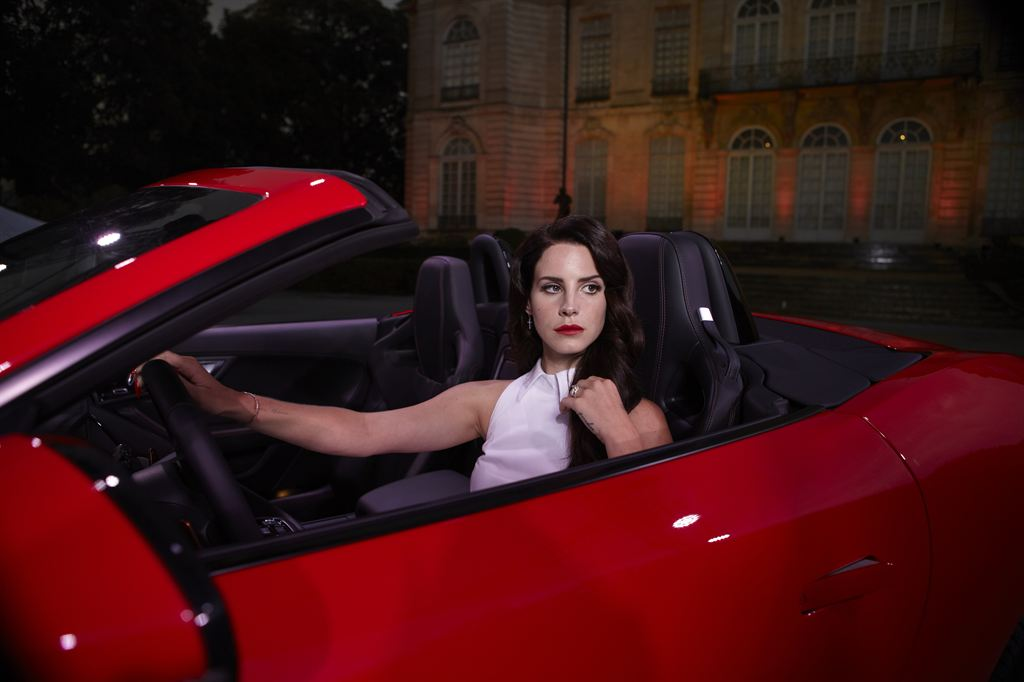
Фотосесія Дель Рей для рекламної кампанії автомобіля Jaguar F-Type у 2012 році

Для просування альбому Дель Рей розпочала співпрацю з модним брендом H&M. Її кавер на пісню «Blue Velvet», який згодом з'явився в мініальбомі, був використаний в рекламі цього бренду. Пізніше на цю пісню був записаний кліп. Він був випущений як рекламний сингл 20 вересня 2012 року.
Також співачка стала представником Jaguar наприкінці 2012 року. Було оголошено, що трек «Burning Desire» стане офіційною піснею для рекламної кампанії для нового автомобіля F-Type. Музичне відео на пісню було випущено 14 лютого 2013 року.

### Сингли
- 13 вересня стало відомо, що першим синглом з перевидання стане пісня «Ride»[7], а кліп на сингл був знятий в Лос-Анджелесі. 25 вересня пройшов реліз синглу[8].
- Кавер-версія пісні 1950 року «Blue Velvet» і пісня «Burning Desire», були видані промо-синглами[9].
- Третім синглом Paradise та восьмим синглом Born to Die стала пісня «Cola», що вийшла 14 листопада 2012 року. Вона отримала увагу в ЗМІ ще до релізу альбому, завдяки суперечливому тексту[10].
- У пісні «Body Electric» рядком «Whitman is my daddy» згадується відомий американський поет Волт Вітмен. Приспів композиції «I sing the body electric» містить пряме посилання на поему Вітмена під назвою «I Sing the Body Electric». Раніше Дель Рей цитувала творчість Вітмена як натхнення.
- До списку композицій платівки також увійшла пісня «Yayo», що перезаписувалася три рази й входила також до Kill Kill та Lana Del Ray[11].
- Музичне відео на трек «Bel Air», що закриває альбом, було випущено 8 листопада 2012 року[12].

### Тур
31 жовтня 2012 року Дель Рей оголосила про офіційний концертний тур для подальшого просування мініальбому, що почнеться з низки концертів по Європі. Тур розпочався 3 квітня 2013 року в Амневілі, Франція. Під час концертів у 2014 році Дель Рей виконувала пісні зі свого другого студійного альбому Ultraviolence, який вийшов після Paradise.

### Фільм
Разом із Paradise Лана випустила короткометражний фільм під назвою Tropico, який містив пісні «Body Electric», «Gods and Monsters» і «Bel Air». Він був знятий наприкінці червня 2013 року, а його режисером став Ентоні Мендлер, який також зняв музичні кліпи Дель Рей на треки «National Anthem» і «Ride».

## Обкладинка
Обкладинку Paradise зняла Ніколь Нодланд на зйомках кліпу «Blue Jeans». На фото Дель Рей стоїть біля басейну в білому купальнику. Композиція обкладинки нагадує композицію Born To Die з ідентичним шрифтом.
Обкладинка видання The Paradise Edition схожа, на ній використовується та сама фотографія, але з іншим текстом. На фізичних копіях Paradise золоті написи замінено справжньою золотою фольгою.

## Прийом та критика
Paradise отримав загалом позитивні відгуки від музичних критиків. На агрегаторі Metacritic альбом отримав 64 бали із ста можливих на основі дев'яти рецензій. Гіл Кауфман із MTV вважає, що «Пісні на перевиданні такі ж м'які та мляві, як і на дебютному альбомі». Костянтин Андрєєв у своїй рецензії для українського порталу Inspired Music зазначав: «Останнім акордом» в ері Born to Die став випуск мініплатівки Paradise. Диск навіть не намагається показати слухачеві Лану з нового боку — артистка до останнього буде експлуатувати образ «інді-діви», якої насправді вже давно не є. Точно ясно одне: мода на епатаж в шоу-бізнесі дійсно закінчилася. Нехай вже краще Лана, бо ще одну Леді Гагу або Нікі Мінаж світ точно б не витримав".
Диск дебютував з 10-ї позиції в чарті Billboard 200, і в перший тиждень було продано 67,000 екземплярів альбому. Він також дебютував з 10 позиції у Canadian Albums Chart та досяг вищих позицій у топ-п'ять чартів Billboard.
Дебютуючи у різних європейських чартах, Paradise увійшов до топ-10 чартів Фландрії та Польщі. Провідним синглом на підтримку альбому була випущена пісня «Ride», що зайняла найвищі позиції у чартах Сполучених Штатів, Швейцарії, Ірландії та Франції, також увійшовши до топ-10 чартів Росії та Бельгії. Пісні «Blue Velvet» і «Burning Desire» були випущені як промо-сингли. Музичні відео на пісні «Ride», «Blue Velvet» та «Burning Desire» були випущені протягом декількох місяців після релізу альбому.